# Chi Vi hoàng
Chi Vi hoàng (danh pháp khoa học: Senecio) là một chi thực vật có hoa trong họ Cúc (Asteraceae).

## Phân bổ
Chi Vi hoàng có mặt tại hầu hết các khu vực trên thế giới.

## Loài

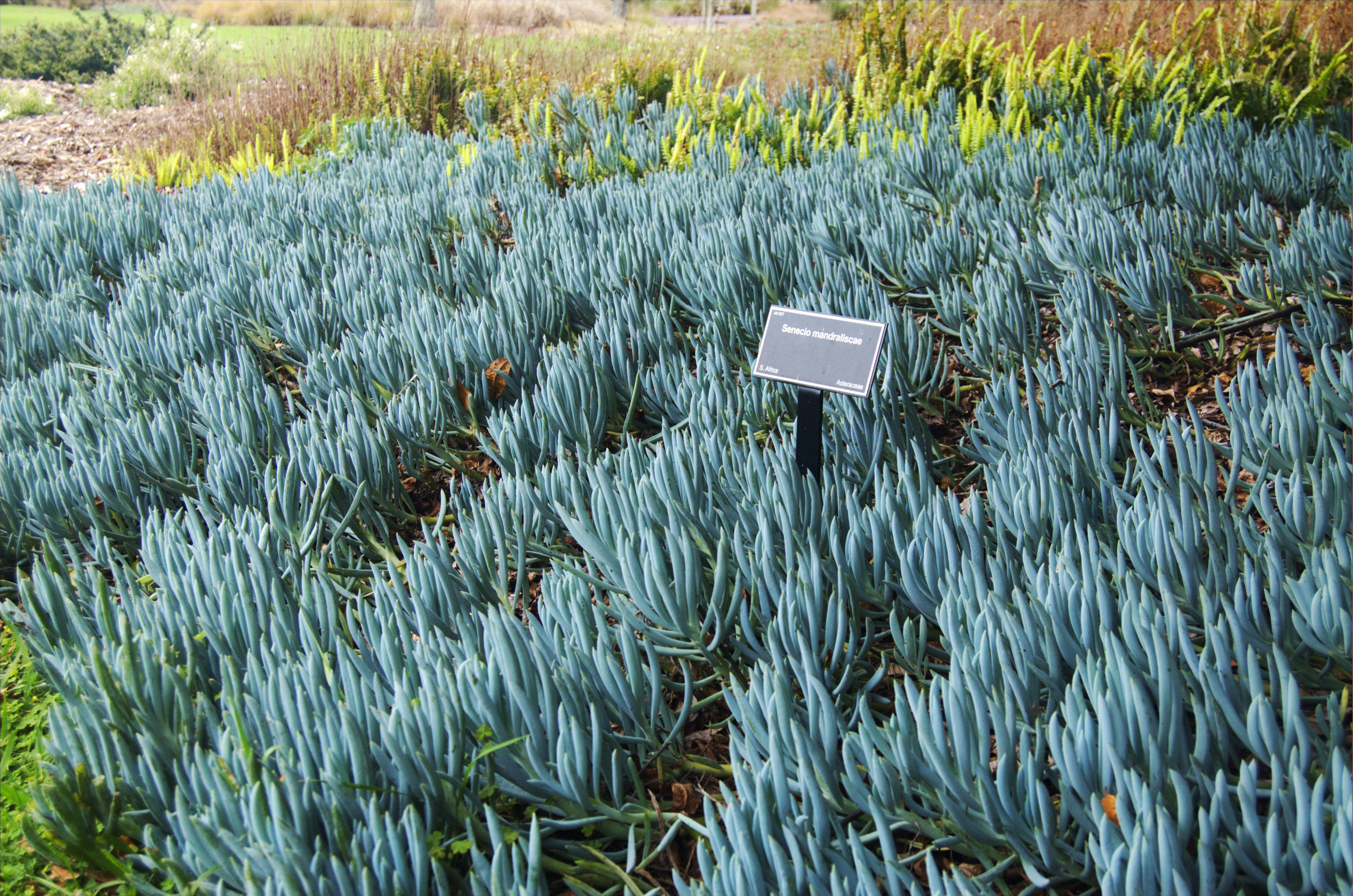
Senecio mandraliscae

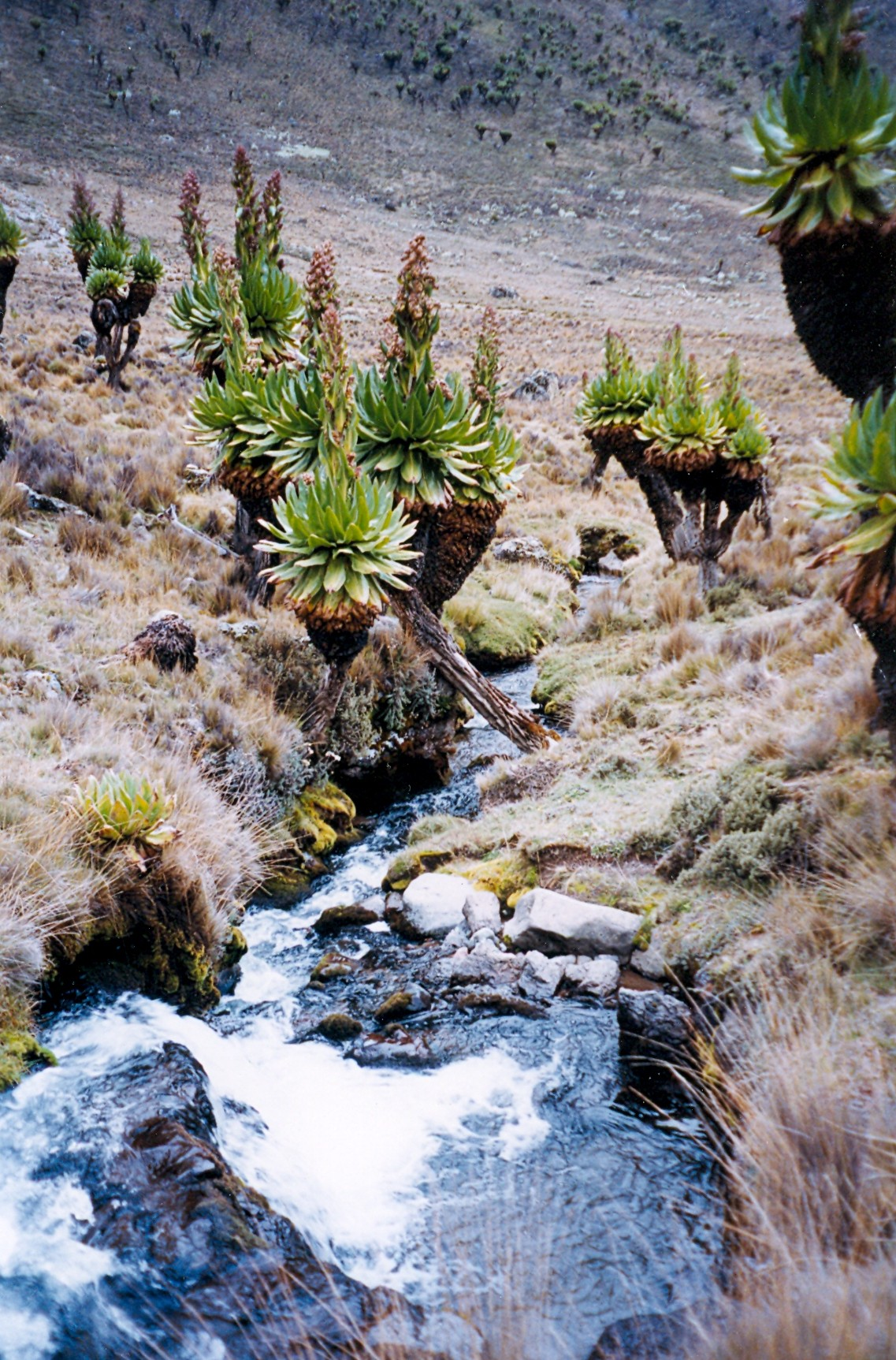
Senecio keniodendron ở Valle Mackinder, Kenya.

Chi Senecio gồm các loài chọn lọc sau đây (chi tiết xin xem thêm bài Danh sách các loài thuộc chi Vi hoàng):
- Senecio angulatus L.f.
- Senecio ampullaceus Hook.
- Senecio aphanactis Greene
- Senecio bicolor (Willd.) Tod.
- Senecio brasiliensis Spreng. ex Baker
- Senecio canescens Cuatrec.
- Senecio cineraria DC.
- Senecio erucifolius L.
- Senecio filaginoides DC. - Charcao
- Senecio gallicus Chaix
- Senecio glaucus L.
- Senecio hermosae Pit.
- Senecio incrassatus Lowe
- Senecio jacobaea L. - hierba de Santiago/hierba cana
- Senecio leucanthemifolius Poir.
- Senecio minutus (Cav.) DC. - senecio chico
- Senecio pyrenaicus L.
- Senecio rowleyanus H.Jacobsen
- Senecio sylvaticus L.
- Senecio viscosus L.
- Senecio vulgaris L.